# ソネル・ヨルネク
ソネル・ヨルネク（Soner Örnek 、1989年2月28日 - ）は、トルコ・ガズィアンテプ県ガズィアンテプ出身のプロサッカー選手。ハタイスポル所属。ポジションは、ディフェンダー（センターバック）。